# 1908年のスポーツ

## 総合競技大会
- 第4回ロンドンオリンピック（4月27日～10月31日）

| 第4回ロンドンオリンピック        | 第4回ロンドンオリンピック | 第4回ロンドンオリンピック | 第4回ロンドンオリンピック | 第4回ロンドンオリンピック | 第4回ロンドンオリンピック |
| 順位                             | 国・地域名                | 金                        | 銀                        | 銅                        | 計                        |
| -------------------------------- | ------------------------- | ------------------------- | ------------------------- | ------------------------- | ------------------------- |
| 1                                | イギリス                  | 56                        | 51                        | 38                        | 145                       |
| 2                                | アメリカ                  | 23                        | 12                        | 12                        | 47                        |
| 3                                | スウェーデン              | 8                         | 6                         | 11                        | 25                        |
| 4                                | フランス                  | 5                         | 5                         | 9                         | 19                        |
| 5                                | ドイツ                    | 3                         | 5                         | 6                         | 14                        |
| 6                                | ハンガリー                | 3                         | 4                         | 2                         | 9                         |
| 7                                | カナダ                    | 3                         | 3                         | 10                        | 16                        |
| 8                                | ノルウェー                | 2                         | 3                         | 3                         | 8                         |
| 9                                | イタリア                  | 2                         | 2                         | 0                         | 4                         |
| 10                               | ベルギー                  | 1                         | 5                         | 2                         | 8                         |
| 詳細はロンドンオリンピックを参照 |                           |                           |                           |                           |                           |

## アイスホッケー
- スタンレー・カップ
1月：優勝：モントリオール・ワンダラーズ (ECAHA)、準優勝：オタワ・ヴィクトリアズ (FAHL)
3月：優勝：モントリオール・ワンダラーズ (ECAHA)、準優勝：ウィニペグ・メープルリーフス (MHL)
3月：優勝：モントリオール・ワンダラーズ (ECAHA)、準優勝：トロント・トロリーリーガーズ (OPHL)
12月：優勝：モントリオール・ワンダラーズ (ECAHA)、準優勝：エドモントン・エスキモーズ (AHL)

## 競馬

### イギリス
クラシック
- 2000ギニー - ノーマン
- 1000ギニー - ロードラ
- エプソムダービー - シニョリネッタ
- エプソムオークス - シニョリネッタ
- セントレジャーステークス - ユアマジェスティ

その他主要レース
- ジョッキークラブステークス - シベリア
- アスコットゴールドカップ - ザホワイトナイト
- エクリプスステークス - ユアマジェスティ

### アメリカ合衆国
- ウィザーズステークス - コリン
- ベルモントステークス - コリン
- ローレンスリアライゼーションステークス - フェアプレイ

### フランス
- パリ大賞典 - ノースイースト
- ジョッケクルブ賞 - シーシック

### オーストラリア
- メルボルンカップ - ロードノーラン

### 日本
- 帝室御賞典（東京・春） - スイテン
- 帝室御賞典（東京・秋） - フクゾノ
- 帝室御賞典（横浜・春） - レディ・ヴォーユー
- 帝室御賞典（横浜・秋） - ペネロピー
- 横浜ダービー - 第二メルボルン

## ゴルフ

### 世界4大大会（男子）
- 全米オープン優勝者：フレッド・マクリード（アメリカ）
- 全英オープン優勝者：ジェームズ・ブレード（イギリス）

## 自転車競技

### ロードレース
- 第6回ツール・ド・フランス
総合優勝：ルシアン・プチブルトン（フランス）

## テニス

### グランドスラム
- 全豪選手権　男子単優勝：フレッド・アレクサンダー（アメリカ）
- 全仏選手権　男子単優勝：マックス・デキュジス（フランス）、女子単優勝：ケイト・ギロー＝フェンウィック（フランス）
- ウィンブルドン　男子単優勝：アーサー・ゴア（イギリス）、女子単優勝：シャーロット・クーパー・ステリー（イギリス）
- 全米選手権　男子単優勝：ウィリアム・ラーンド（アメリカ）、女子単優勝：モード・バーガー＝ウォラック（アメリカ）

### ロンドンオリンピック
＜屋外競技＞
- 男子シングルス　金：ジョシア・リッチー（イギリス）、銀：オットー・フロイツハイム（ドイツ）、銅：ウィルバーフォース・イーブズ（イギリス）
- 女子シングルス　金：ドロテア・ダグラス・チェンバース（イギリス）、銀：ドラ・ブースビー（イギリス）、銅：ジョーン・ウィンチ（イギリス）
- 男子ダブルス　金：レジナルド・ドハティー＆ジョージ・ヒルヤード（イギリス）、銀：ジェームズ・パーク＆ジョシア・リッチー（イギリス）、銅：クレメント・カザレット＆チャールズ・ディクソン（イギリス）

＜室内競技＞
- 男子シングルス　金：アーサー・ゴア（イギリス）、銀：ジョージ・カリディア（イギリス）、銅：ジョシア・リッチー（イギリス）
- 女子シングルス　金：グラディス・イーストレーク・スミス（イギリス）、銀：アリス・グリーン（イギリス）、銅：マルタ・アドラーストレール（スウェーデン）
- 男子ダブルス　金：アーサー・ゴア＆ハーバート・ローパー・バレット（イギリス）、銀：ジョージ・カリディア＆ジョージ・シモンド（イギリス）、銅：ウォルマー・ボストロム＆グンナー・セッターウォール（スウェーデン）

「屋外競技」と「室内競技」が別個に実施され、それぞれの競技でメダルが授与された。混合ダブルスは開催なし。

## 野球

### 日本
- 11月22日 - 大隈重信が日本初の始球式

### アメリカ大リーグ
- ワールドシリーズ
シカゴ・カブス（ナ・リーグ） （4勝1敗） デトロイト・タイガース（ア・リーグ）

## 誕生
- 1月5日 - 佐藤次郎（群馬県、テニス、+1934年）
- 1月20日 - マーサ・レノリウス（アメリカ、水泳、+1955年）
- 1月31日 - シモーヌ・マチュー（フランス、テニス、+1980年）
- 2月3日 - オッドビョルン・ハーイェン（ノルウェー、ノルディックスキー、+1983年）
- 2月7日 - クラレンス・クラッブ（アメリカ、水泳、+1983年）
- 3月1日 - 藤田省三（兵庫県、野球、+1987年）
- 3月1日 - 若林忠志（アメリカ、野球、+1965年）
- 3月22日 - ジャック・クロフォード（オーストラリア、テニス、+1991年）
- 3月26日 - ヒルデ・スパーリング（ドイツ、テニス、+1981年）
- 3月30日 - 井野川利春（岡山県、野球、+1976年）
- 5月19日 - パーシー・ウィリアムズ（カナダ、陸上競技、+1982年）
- 5月22日 - ホートン・スミス（アメリカ、ゴルフ、+1963年）
- 6月21日 - 島秀之助（兵庫県、野球、+1995年）
- 6月29日 - エリック・ルンドクヴィスト（スウェーデン、陸上競技、+1963年）
- 7月9日 - ポール・ブラウン（アメリカ、アメリカンフットボール、+1991年）
- 7月15日 - 小西喜蔵（岩手県、競馬、+1989年）
- 8月6日 - ヘレン・ジェイコブス（アメリカ、テニス、+1997年）
- 8月10日 - ラウリ・レーティネン（フィンランド、陸上競技、+1973年）
- 8月20日 - 浅見緑蔵（東京都、ゴルフ、+1984年）
- 9月4日 - 稲葉幸夫（北海道、競馬、+2001年）
- 9月29日 - エディ・トーラン（アメリカ、陸上競技、+1967年）
- 11月10日 - 大島鎌吉（石川県、陸上競技、+1985年）

## 死去
- 4月2日 - セントサイモン（イギリス、競馬、*1881年）
- 5月24日 - トム・モリス・シニア（イギリス、ゴルフ、*1821年）
- 7月11日 - フリードリヒ・トラウン（ドイツ、テニス・陸上競技、*1876年）
- 11月30日 - 初代西ノ海嘉治郎（鹿児島、相撲、*1855年）
- 12月2日 - ジョン・テイラー（アメリカ、陸上競技、*1882年）